# そよら古川橋駅前
そよら古川橋駅前（そよらふるかわばしえきまえ）は大阪府門真市末広町に所在するイオンリテール運営の大型商業施設（ショッピングセンター）である。
ダイエー時代の店番号は0362。ネットスーパー取扱店舗で、ネットスーパーはイオンへの店舗ブランド変更後も「イオンネットスーパー」として継続し、2023年（令和5年）11月の改装を機に、「ピックアップ!」と呼ばれる店頭受取サービスが開始された。

## 概要
1984年（昭和59年）2月23日、古川橋駅の南口にダイエー古川橋駅前店として開業した。
かつて近隣にダイエー古川橋店（同店舗については後述）が存在したが2010年（平成22年）に閉店した。
2016年（平成28年）3月1日にイオンリテールに営業権が承継され、同年3月27日までにダイエーとしての営業を続け、改装休業を経て、3月30日に「イオン古川橋駅前店」に改称された。
2023年（令和5年）11月1日に、1階から3階の全面リニューアルに伴い、大阪府内では海老江、新金岡、東岸和田に次いで4箇所目となる都市型ショッピングセンター「そよら古川橋駅前」へ転換され、核店舗が「イオンスタイル古川橋駅前」となった。

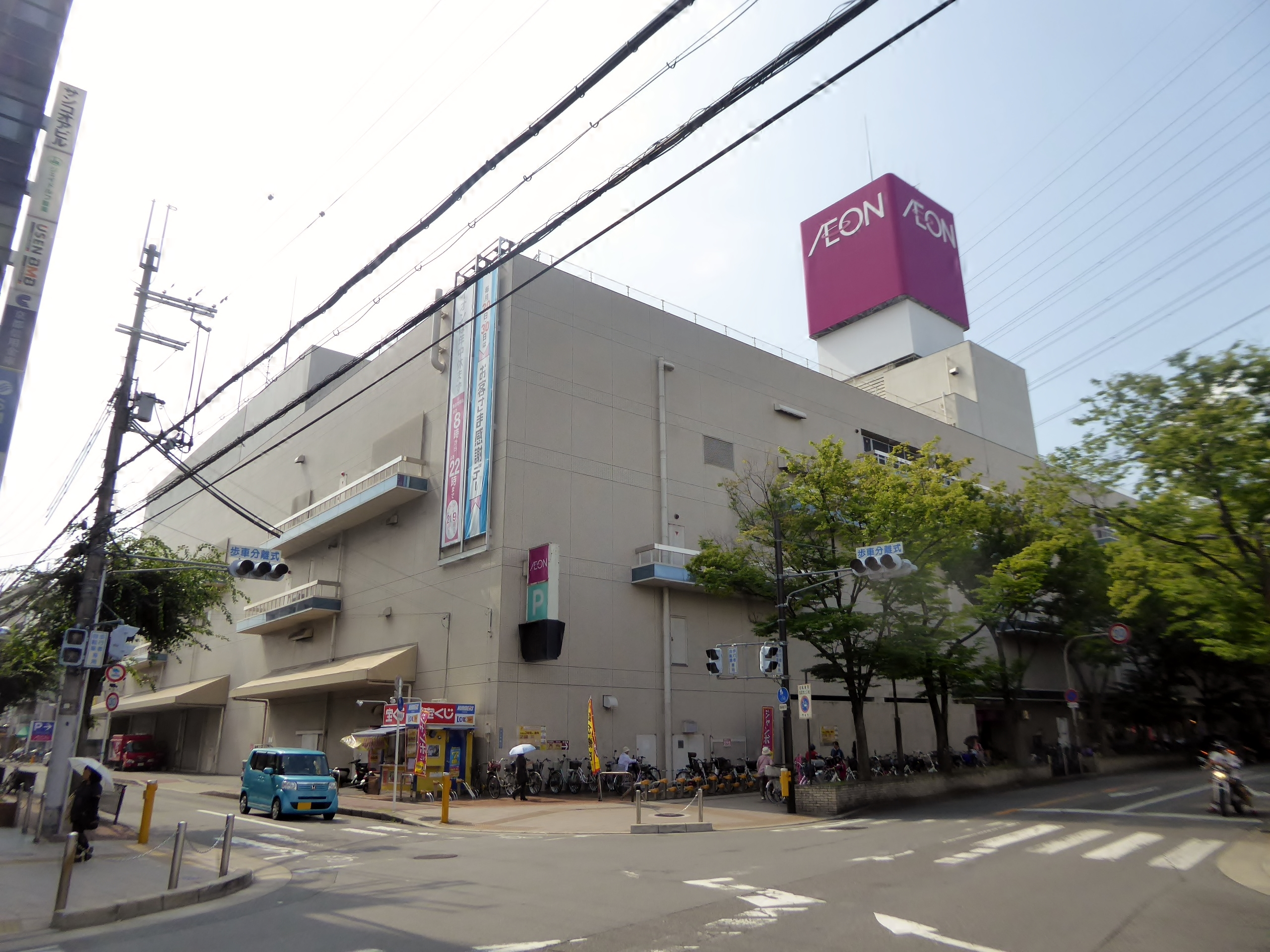
イオン古川橋駅前店時代
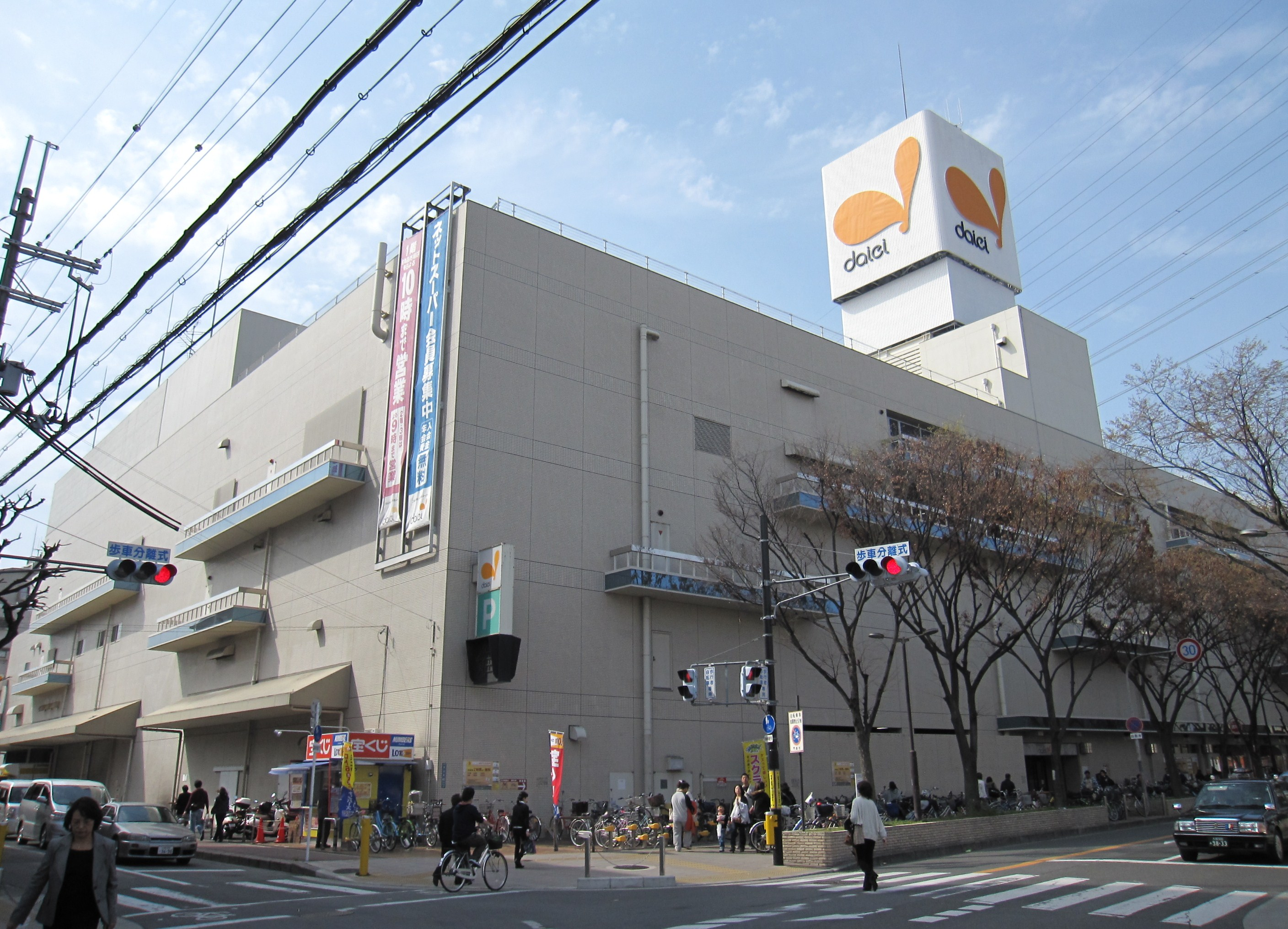
ダイエー古川橋駅前店時代

## フロア構成
| 階         | フロア概要                                                              |
| ---------- | ----------------------------------------------------------------------- |
| 6F（屋上） | 駐車場                                                                  |
| 5F         | 駐車場                                                                  |
| 4F         | 駐車場                                                                  |
| 3F         | イオンスタイル（スポージアム・アスビー）・専門店                        |
| 2F         | イオンスタイル（ヘルス&ビューティ・衣料品・子供用品・家庭用品）・専門店 |
| 1F         | イオンスタイル（食品・日用品）・ふるえきキッチン・専門店                |

## 主なテナント
ショップの詳細はショップリストを参照。
- SHOO LA RUE（2階）
- 未来屋書店（2階）
- Standard Products・THREEPPY（2階）
- ダイソー（3階）
- ペテモ（3階）
- モーリーファンタジー（3階）
- イオンスポーツクラブ 3FIT（3階）

## ダイエー古川橋店
ダイエー古川橋店（ダイエーふるかわばしてん）は、かつて古川橋駅前店の近くに存在した商業施設である。店番号は0168。1984年（昭和45年）に古川橋駅前店が開業すると、差別化を図るためにトポスに業態変換し、2006年にダイエーのシンボルマーク（社章）変更に伴う合理化策の一環として再びダイエーに戻った。しかし、建物の老朽化、売り上げの減少で2010年（平成22年）3月31日に閉店した。
閉店後建物は解体され、跡地には門真市立体育館が移転された。
古川橋ショッパーズプラザが正式名称だったが、その後は左記の名称は公式には使われずダイエー古川橋店の名称を表向きは前面に出していた。

## アクセス

### 鉄道
- 京阪本線 古川橋駅から徒歩1分。